# Air Astana
Air Astana (tiếng Kazakh: Эйр Астана, đã Latinh hoá: Éyr Astana) là hãng vận chuyển của Cộng hòa Kazakhstan, có trụ sở tại Almaty.  Hãng khai thác các dịch vụ theo lịch trình, trong nước và quốc tế trên 64 tuyến từ trung tâm chính của mình, Sân bay Quốc tế Almaty và từ trung tâm phụ của nó, Sân bay Quốc tế Nurultan Nazarbayev. Đây là liên doanh giữa quỹ tài sản có chủ quyền của Kazakhstan Samruk-Kazyna (51%) và BAE Systems PLC (49%).  Nó được hợp nhất vào tháng 10 năm 2001 và bắt đầu các chuyến bay thương mại vào ngày 15 tháng 5 năm 2002.

## Lịch sử
Air Astana được Trung tâm Hàng không Châu Á Thái Bình Dương mô tả vào tháng 1 năm 2012 là "hoạt động tốt hơn trong thập kỷ đầu tiên so với bất kỳ hãng hàng không khởi nghiệp nào khác".  Tuy nhiên, nguồn gốc của nó đại diện cho một trong những câu chuyện hấp dẫn và khó có thể xuất hiện từ ngành hàng không trong thời gian gần đây. Ban đầu được hình thành như một hãng hàng không nội địa thuần túy, BAE Systems đã đồng ý vào giữa năm 2001 để tham gia vào đề xuất khởi nghiệp theo yêu cầu của người đứng đầu nhà nước Kazakhstan, Tổng thống Nurseult Nazarbayev, để tạo điều kiện cho một hợp đồng radar không khí mà sau đó họ đã đàm phán với Chính phủ Kazakhstan. Ngài Richard Evans, Chủ tịch của BAE Systems tại thời điểm đó, là công cụ chính và là chìa khóa của thỏa thuận. Tuy nhiên, hợp đồng radar không bao giờ được thực hiện, và những thay đổi quản lý cấp cao và đánh giá chiến lược tiếp theo tại BAE Systems đã dẫn đến việc đóng cửa văn phòng tại Kazakhstan. Ngoài ra, không chịu được sự hỗ trợ của Nazarbayev và một số cố vấn thân cận, start-up, ban đầu được coi là một thực thể nước ngoài, đã phải đối mặt với sự phản đối ngay lập tức và mạnh mẽ từ nhiều yếu tố của cơ quan truyền thông và chính trị của Kazakhstan.

### 2002–2005
Mặc dù thiếu sự hỗ trợ, hãng hàng không đã thu phí. Dưới quyền chủ tịch hoạt động đầu tiên của nó, cựu giám đốc điều hành của British Airways Lloyd Paxton (đã có một số lượng lớn các công ty tiền vận hành ngắn hạn), họ đã thuê 3 chiếc Boeing 737 đầu tiên của mình từ International Hire Finance Corporation (ILFC) và bắt đầu hoạt động thương mại vào ngày 15 tháng 5 2002. Vào cuối năm 2003, Fokker 50 được thuê từ Máy bay Tài chính Thương mại BV (AFT) và 3 chiếc Boeing 757 từ Công ty Cho thuê Pegasus. Nó đã tuyên bố lợi nhuận ròng trong năm 2003, năm hoạt động đầu tiên của nó. Sau khi phá sản của hãng hàng không trước đó là Air Kazakhstan vào tháng 2 năm 2004, nó đã nhanh chóng mở rộng từ mạng lưới nội địa của mình sang các tuyến quốc tế quan trọng đến Dubai, Istanbul, Moscow và Bắc Kinh, tiếp theo là Frankfurt và London.

### 2005–Hiện tại
Peter Foster, cựu giám đốc của Cathay Pacific, người đã từng dẫn dắt đội phục hồi tại Philippine Airlines vào năm 1999 trước một câu thần chú như là sự căng thẳng tăng trưởng sớm và những bất đồng về kế hoạch đội bay và chiến lược trung tâm. CEO của Royal Brunei Airlines, được bổ nhiệm làm chủ tịch của hãng hàng không vào ngày 1 tháng 10 năm 2005. Các kế hoạch phát triển và cơ cấu quản lý dài hạn được thành lập mà hầu như không thay đổi kể từ đó. Hãng hàng không này đã liên tục có lãi và được liệt kê trong top 20 hãng hàng không có lợi nhuận cao nhất về tỷ suất lợi nhuận ròng trên thế giới trong các năm 2010, 2011 và 2012, theo Airline Business và Air Finance Magazine, xếp thứ 20 trong năm 2015 khảo sát xếp hạng tài chính hàng không toàn cầu, với số điểm BBB-.[ cần dẫn nguồn ]
Trong một bài viết về các chương trình bù đắp của BAE Systems (10/10/13), tờ Thời báo Tài chính đã tuyên bố, "49% cổ phần của BAE tại Air Astana của Kazakhstan đã trở thành một trong những khoản đầu tư có năng suất cao nhất của công ty".
Cho đến ngày 8 tháng 12 năm 2016, Air Astana là hãng hàng không duy nhất của Kazakhstan được phép bay đến Liên minh châu Âu.
Air Astana là "Hãng hàng không chính thức của EXPO-2017 "  và là hãng vận chuyển chính thức và đối tác chung của Đại học Mùa đông 2017, diễn ra từ ngày 29 tháng 1 đến ngày 8 tháng 2 năm 2017 tại Almaty.
Ngày nay, đội bay của hãng hàng không Air Astana là người trẻ nhất ở châu Âu [ cần dẫn nguồn ]và bao gồm 30 (tính đến tháng 7 năm 2015) máy bay do phương Tây sản xuất. Do việc tái cấu trúc đội bay và thay thế toàn bộ Airbus A320 và Boeing 767, tuổi trung bình của đội bay Air Astana đã giảm xuống còn 6 năm kể từ năm 2015. Công ty có kế hoạch mở rộng đội bay lên 43 vào năm 2020. Trong Ngoài ra, hãng có kế hoạch bắt đầu bay đến Hoa Kỳ với sự xuất hiện của Boeing 787 Dreamliner. Vào cuối năm 2016, đội tàu của công ty đã được bổ sung đầu tiên tại các quốc gia hậu Xô Viết của Airbus A320neo (động cơ Pratt & Whitney PW1000G). Vào tháng 1 năm 2018, công ty đã áp dụng chiếc Airbus A321, A321neo đầu tiên tại các quốc gia hậu Xô Viết (động cơ Pratt & Whitney PW1000G-JM).
Vào tháng 11 năm 2018, hãng hàng không thông báo rằng họ có kế hoạch ra mắt hãng hàng không giá rẻ của riêng mình, được gọi là FlyArystan.

## Hoạt động

### Hoạt động ở Nga
Vào tháng 9 năm 2002, hãng đã triển khai các chuyến bay giữa Nur-Sultan và Moscow với tần suất 3 lần một tuần và các chuyến bay hàng ngày giữa Almaty và Moscow được thực hiện bởi Boeing 737-700. Trong năm 2014, số lượng dịch vụ hàng tuần trên tuyến Nur-Sultan - Moscow đã tăng lên tới 9 chuyến một tuần và chuyến bay Almaty - Moscow lên đến 14. Hãng hàng không khai thác 54 dịch vụ hàng tuần trên 11 tuyến đến Nga: Almaty - Moscow thực hiện bởi Airbus A321 và Boeing 767, Nur-Sultan - Moscow, Almaty - St.Peterburg được thực hiện bởi Airbus A320 và Nur-Sultan -Novosibirsk, Nur-Sultan - Yekaterinburg, Nur-Sultan - Omsk, Nur-Sultan - St.Peterburg, Almaty - Kazan, và Almaty - Samara được thực hiện bởi Embraer 190.
Air Astana được đại diện tại Liên bang Nga tại thành phố Moscow trên Bolshoi Gnezdnikovskii pereulok 1, tòa nhà 2 (ga tàu điện ngầm Tverskaya). Ngoài ra còn có một phòng vé tại sân bay Sheremetyevo (Nhà ga E).

### Hoạt động trong phần còn lại của CIS
Air Astana đã xây dựng dựa trên sức mạnh địa lý của mình bằng cách mở rộng mạng lưới của mình để bao quát tất cả các thành phố chính của khu vực bằng các chuyến bay ngắn. Tại Trung Á và vùng Kavkaz, Air Astana cung cấp các dịch vụ đến Bishkek (Kyrgyzstan), Tashkent (Uzbekistan), Baku (Azerbaijan), Tbilisi (Georgia) cả từ Almaty và Nur-Sultan. Các dịch vụ đến Dushanbe (Tajikistan) hiện đang được thực hiện từ Almaty và sẽ được mở rộng từ Nur-Sultan bắt đầu từ IATAMùa hè 2016 chuyển hướng. Air Astana đã thu hẹp khoảng cách cuối cùng trong khu vực vào năm 2013 bằng cách triển khai các dịch vụ đến Kiev (Ukraine) từ Almaty với 3 chuyến bay mỗi tuần. Kể từ khi ra mắt dịch vụ, Air Astana đã nhanh chóng trở thành nhà cung cấp chính cho vận tải hàng không đến các điểm đến Trung Á và Viễn Đông từ Ukraine.[ cần dẫn nguồn ] Mạng lưới khu vực rộng lớn cung cấp quyền truy cập vào tất cả các thành phố lớn trong khu vực với các chuyến bay đường dài và trung bình của Air Astana từ Bắc Kinh, Seoul, Hồng Kông, Kuala Lumpur, Bangkok, Delhi, Abu Dhabi, Dubai, Istanbul, Frankfurt, London và những người khác.

### Hoạt động tại Trung Quốc
Kazakhstan láng giềng Trung Quốc qua biên giới Đông Nam Á với thời gian bay chưa đến một tiếng rưỡi tới Ürümqi và dưới năm giờ tới Bắc Kinh. Vùng lân cận gần các trung tâm của Air Astana cho phép các hoạt động cạnh tranh trong khu vực với Trung Quốc. Thực tế là không một hãng vận tải châu Âu nào đang hoạt động tại Ürümqi, mang đến lợi thế cạnh tranh mạnh mẽ cho Air Astana. Trung tâm phía Tây của Trung Quốc được phục vụ cả từ Almaty và Nur-Sultan với 11 dịch vụ mỗi tuần, cung cấp khả năng kết nối với toàn bộ mạng CIS cũng như Kuala Lumpur, Bangkok, Delhi, Istanbul, Frankfurt, Paris và các dịch vụ khác. Các dịch vụ hàng ngày đến Bắc Kinh kết nối với toàn bộ mạng CIS cũng như mạng châu Âu như Frankfurt, Istanbul và đặc biệt là London.

### ICAO và EU
Sự phát triển đường bay quốc tế của hãng hàng không bị ảnh hưởng nặng nề bởi các yếu tố pháp lý từ năm 2009 đến tháng 4 năm 2014. Vào tháng 4 năm 2009, một cuộc kiểm toán của Tổ chức Hàng không Dân dụng Quốc tế (ICAO), đã phát hiện Ủy ban Hàng không Dân dụng Kazakhstan (CAC) không tuân thủ trong các lĩnh vực quan trọng giám sát quy định. Điều này dẫn đến, với ngoại lệ của Air Astana, một lệnh cấm chăn của tất cả các hãng hàng không Kazakhstan-đăng ký từ bay đi, đến hoặc trong Liên minh châu Âu do Ủy ban An toàn Air của EU(ASC), cho đến khi lệnh cấm được dỡ bỏ vào ngày 8 tháng 12 năm 2016. Air Astana đã được miễn lệnh cấm "... có tính đến các bài thuyết trình bằng miệng và bằng văn bản...." đặc biệt là việc đăng ký máy bay của họ với Cục Hàng không Dân dụng của Argentina, một Hà Lanlãnh thổ phụ thuộc và chương trình quản lý an toàn hoạt động của nó như được trình bày với ASC. Tuy nhiên, nó đã được đưa vào Phụ lục B của ASC, hạn chế các hoạt động tại EU của nó ở mức tần số và đội tàu hoạt động tại thời điểm áp dụng lệnh cấm vào tháng 7 năm 2009. ASC đã gỡ bỏ hạn chế đội tàu vào tháng 11 năm 2012 đối với đội máy bay Boeing và Airbus dựa trên chương trình hạm đội đổi mới của hãng hàng không nhưng giữ lại những hạn chế trên máy bay Embraer. Vào ngày 10 tháng 4 năm 2014, ASC đã gỡ bỏ các hạn chế tần suất dựa trên hiệu suất an toàn của hãng hàng không, bao gồm kết quả chương trình giám sát An toàn của Hãng hàng không nước ngoài (SAFA), cũng như tiếp tục liên lạc minh bạch. Điều này cho phép hãng hàng không bắt đầu lên kế hoạch cho các điểm đến mới ở châu Âu và tăng lên dịch vụ hàng ngày đến Frankfurt từ Nur-Sultan, dịch vụ 6 chuyến hàng tuần đến Amsterdam từ Atyrau và 4 dịch vụ hàng tuần đến London. Hãng hàng không sau đó đã bắt đầu dịch vụ giữa Nur-Sultan và Paris vào tháng 4 năm 2015. Những hạn chế đối với máy bay Embraer, là chiếc cuối cùng bị cấm từ EU, đã được gỡ bỏ vào tháng 12 năm 2015 và tất cả các máy bay của Air Astana hiện được phép vào EU không phận.

## Điểm đến
64 tuyến của Air Astana bao gồm hầu hết các thành phố lớn ở Kazakhstan và ngày càng nhiều các thành phố lân cận Trung Á và Nga. Cái sau là kết quả của quyết định thực hiện cái mà các nhà quản lý của nó gọi là "chiến lược thị trường gia đình mở rộng", nhằm nâng cao danh tiếng của nó về các tiêu chuẩn cao về dịch vụ và tuân thủ an toàn hàng không trong các thị trường vận tải hàng không đang phát triển trong khu vực. Kể từ năm 2009, họ đã triển khai các dịch vụ đến Baku, Tashkent, rümqi, Tbilisi, Dushanbe, Bishkek, Novosibirsk, Samara, Yekaterinburg, Saint Petersburg và từ giữa năm 2012 - Kazan và Omsk. Các tuyến từ Almaty và Nur-Sultan đến Kiev đã được đưa ra vào mùa xuân năm 2013.
Tăng trưởng đường dài của nó đã hướng về phía Nam và Đông Á, với các chuyến bay đến Delhi, Seoul (hoạt động theo mã chia sẻ với Asiana Airlines), Bắc Kinh, Bangkok, Kuala Lumpur, Hồng Kông (28 tháng 8 năm 2012) và Thành phố Hồ Chí Minh (tháng 1 năm 2013). Ngoài các dịch vụ Almaty-Seoul hiện có, Air Astana đã triển khai dịch vụ từ Nur-Sultan đến Seoul vào tháng 6 năm 2015. Air Astana khai thác các dịch vụ hàng ngày từ Nur-Sultan đến Frankfurt, ba dịch vụ hàng tuần đến Heathrowvà ba dịch vụ hàng tuần đến Paris (ra mắt ngày 29 tháng 3 năm 2015). Các dịch vụ châu Âu được kết nối với các dịch vụ nội địa rộng lớn của Air Astana cũng như các dịch vụ khu vực ở Nam Nga, Trung Á và Trung Quốc. Hãng hàng không đã triển khai một chuyến bay thẳng từ Almaty đến Tehran, thủ đô của Cộng hòa Hồi giáo Iran (30 tháng 6 năm 2016).

### Thỏa thuận Codeshare
Air Astana có thỏa thuận liên danh với các hãng hàng không sau:
- Air France
- Air India
- Asiana Airlines
- Bangkok Airways
- Cathay Pacific
- Etihad Airways
- KLM
- LOT Polish Airlines
- Lufthansa
- S7 Airlines
- Turkish Airlines
- Ukraine International Airlines

### Thỏa thuận liên tuyến
- AccesRail
- Aeroflot
- Air Baltic
- Air France
- Air Malta
- Alitalia
- Air India
- All Nippon Airways
- Asiana Airlines
- Austrian Airlines
- Azerbaijan Airlines
- Bangkok Airways
- Belavia
- British Airways
- Cathay Pacific
- Cayman Airways
- China Southern Airlines
- Czech Airlines
- Delta Air Lines
- EgyptAir
- El Al
- Emirates
- Etihad Airways
- Garuda Indonesia
- Georgian Airways
- Hahn Air
- Hainan Airlines
- Hong Kong Airlines
- Japan Airlines
- KLM
- Korean Air
- Malaysia Airlines
- MIAT Mongolian Airlines
- LOT Polish Airlines
- Lufthansa
- Philippine Airlines
- Qatar Airways
- Qantas
- Royal Jordanian
- S7 Airlines
- Saudia
- Shandong Airlines
- Singapore Airlines
- SriLankan Airlines
- TAROM
- Thai Airways
- Turkish Airlines
- Ukraine International Airlines
- United Airlines
- Uzbekistan Airways
- Vietnam Airlines

## Đội bay

### Đội bay hiện tại

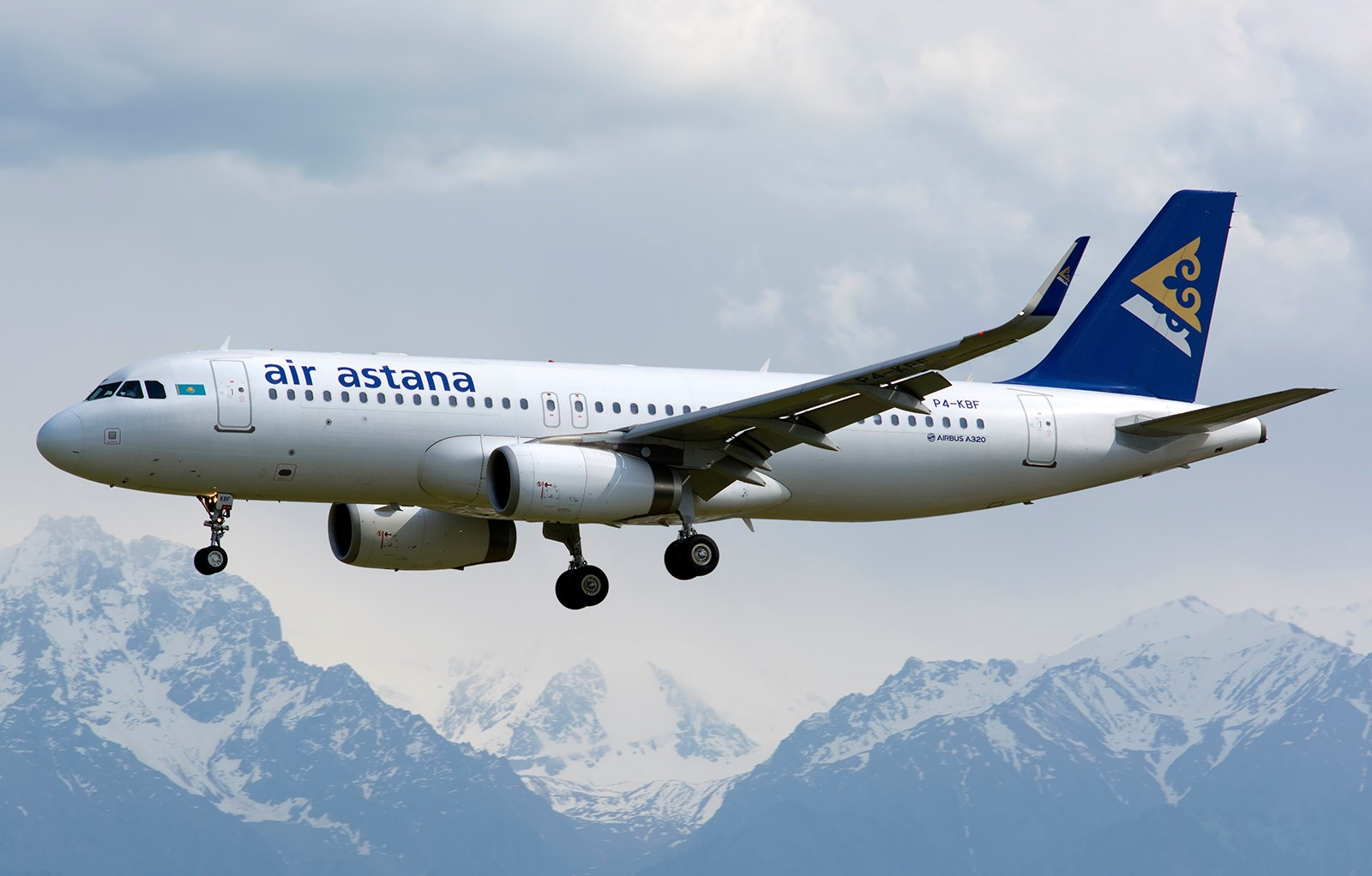
Airbus A320-232

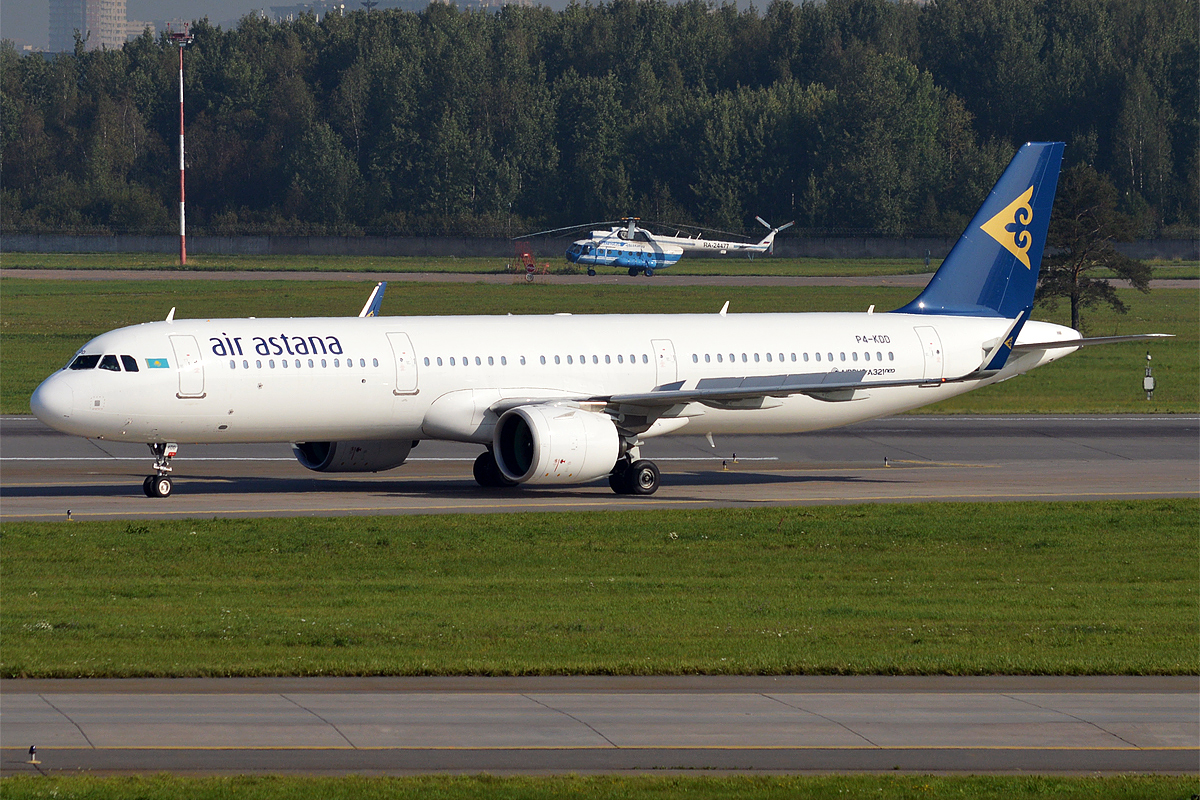
Airbus A321neo

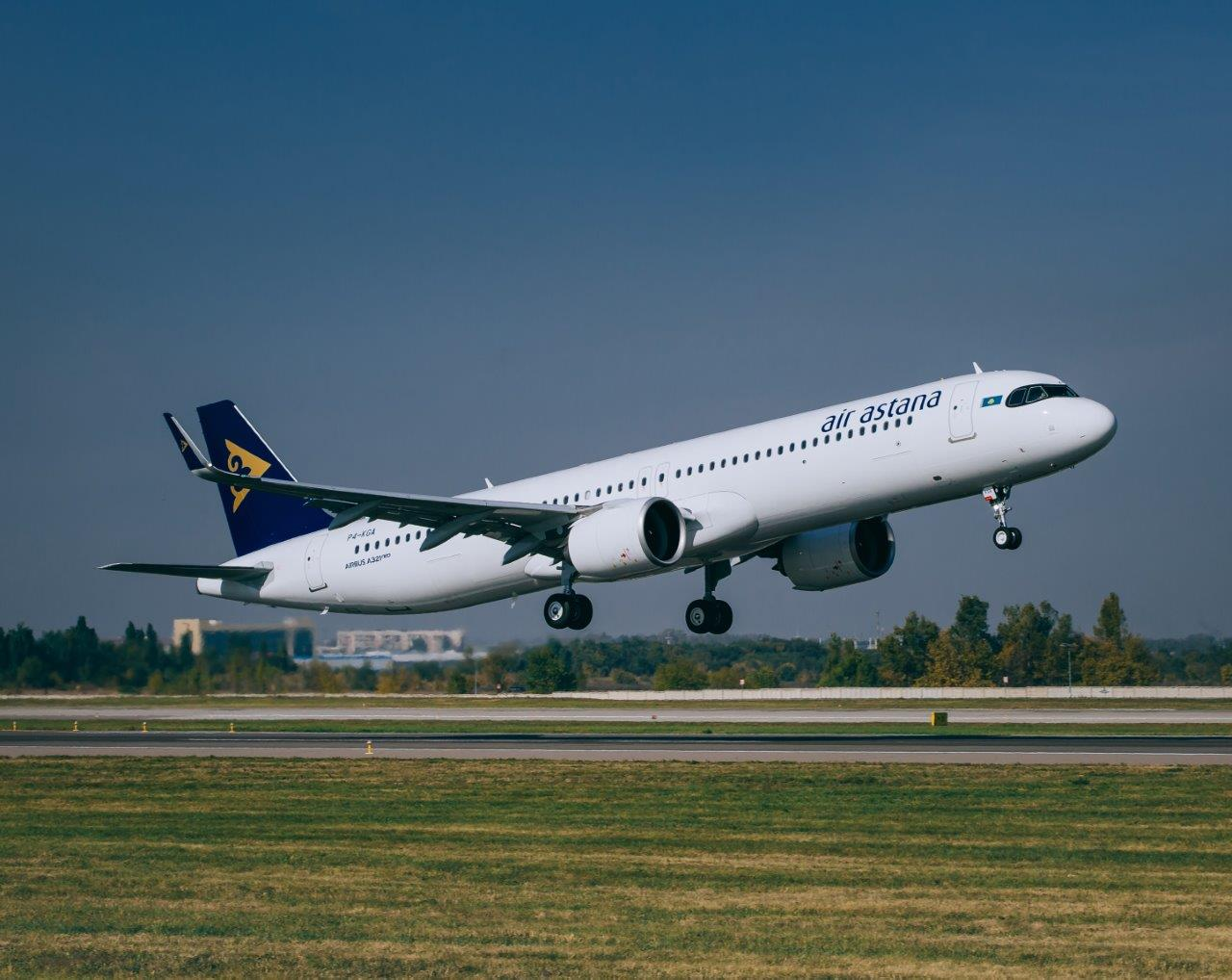
Airbus A321LR

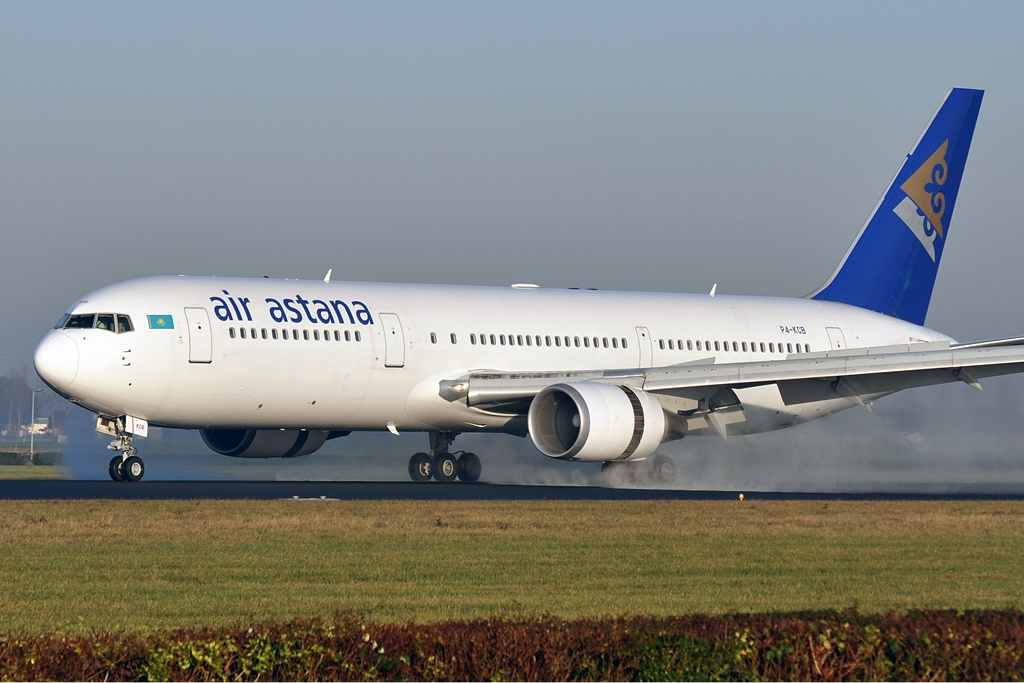
Air Astana Boeing 767-300ER

Tính đến tháng 6/2021:                                                       
| Phi cơ           | Đang vận hành | Đặt hàng | Hành khách | Hành khách | Hành khách | Ghi chú                    |
| Phi cơ           | Đang vận hành | Đặt hàng | C          | Y          | Tổng       | Ghi chú                    |
| ---------------- | ------------- | -------- | ---------- | ---------- | ---------- | -------------------------- |
| Airbus A320neo   | 6             | 1        | 16         | 132        | 148        | Giao hàng từ cuối năm 2016 |
| Airbus A321-200  | 2             | -        | 28         | 151        | 179        |                            |
| Airbus A321LR    | 5             | 2        | 16         | 150        | 166        | Giao hàng từ năm 2020      |
| Airbus A321neo   | 4             | 8        | 28         | 151        | 179        |                            |
| Boeing 767-300ER | 3             | -        | 30         | 193        | 223        |                            |
| Boeing 787-8     | -             | 3        |            |            |            | Được giao sau năm 2023     |
| Embraer 190-E2   | 5             | -        | 12         | 96         | 108        | Được giao từ năm 2018      |
| Tổng cộng        | 25            | 14       |            |            |            |                            |

### Đội bay đã từng hoạt động
| Phi cơ          | Đã giới thiệu | Nghỉ hưu | Ghi chú |
| --------------- | ------------- | -------- | ------- |
| Airbus A319-100 | 2008          | 2018     |         |
| Airbus A320     | 2008          | 2021     |         |
| Boeing 737-700  | 2002          | 2007     |         |
| Boeing 737-800  | 2002          | 2007     |         |
| Boeing 757-200  | 2003          | 2020     |         |
| Embraer E190    | 2011          | 2020     |         |
| Fokker 50       | 2004          | 2013     |         |

## Dịch vụ và xây dựng thương hiệu
- Trong lễ trao giải thành tựu hàng không hàng năm lần thứ 41 của ATW tại Washington, DC vào ngày 25 tháng 2 năm 2015, Air Astana đã được trao giải Nhà lãnh đạo thị trường hàng không của năm.

### Các hạng ghế
Air Astana vận hành một dịch vụ 2 hạng, Kinh doanh và Kinh tế, trên tất cả các máy bay và Economy Sleeper trên đội bay Boeing 757 của mình. Máy bay Boeing 767 và 757, cũng như Airbus 321, A321neo mới hơn được trang bị hệ thống giải trí trên máy bay cá nhân do RAVE cung cấp trong cả hai khoang. Trên các máy bay khác, nó cung cấp các hệ thống giải trí cá nhân cầm tay (「KCTV」) trong hạng thương gia của tất cả các chuyến bay dài hơn 3 giờ. Các bữa ăn nóng và đồ uống có cồn được cung cấp trên tất cả các chuyến bay trong Kinh doanh, Kinh tế và Ngủ kinh tế.

### Sản phẩm mới
Vào tháng 2 năm 2015, Air Astana bắt đầu cung cấp một loại lớp mới: Bộ ngủ kinh tế. Hành khách của Hạng người ngủ tiết kiệm nhận được một hàng ba ghế Hạng phổ thông, dịch vụ quay xuống, bộ dụng cụ tiện nghi Hạng thương gia và KCTV, cùng với các đặc quyền khác nhau tại sân bay, bao gồm quyền sử dụng phòng chờ Hạng thương gia. Sản phẩm mới hiện đang được giới thiệu độc quyền trên Boeing 757-200 trên các tuyến từ Nur-Sultan đến London, Frankfurt và Paris và từ Almaty đến Hồng Kông.

### CTKHTX Nomad Club
The Nomad Club chương trình khách hàng thường xuyên bao gồm kim cương, Vàng, Bạc và tầng thành viên màu xanh, và có các thỏa thuận song phương với Lufthansa 's More Miles & và Asiana Airline của chương trình 'Asiana Club'.

### Phòng chờ Shanyrak
Air Astana gần đây đã mở phòng chờ "The Shanyrak", phòng chờ của hãng hàng không duy nhất tại Sân bay Quốc tế Nurultan Nazarbayev. Nó được đặt tên theo mảnh trung tâm ("vương miện") trên mái nhà của một yurt Kazakhstan.

## Nhân sự
Air Astana có số lượng hơn 4.700 người. Mặc dù thực tế là công ty trực tiếp thuê nhân viên cho các văn phòng quốc tế, hầu hết các nhân viên là công dân của Kazakhstan. Nó sử dụng hơn 500 phi công, khoảng một phần ba trong số họ là công dân không phải là người Kazakhstan được tuyển dụng chủ yếu ở châu Âu. Năm 2012 công ty đã giới thiệu một chương trình đào tạo quản lý chung tại Đại học Cranfield, Anh. Phi hành đoàn của hãng hàng không bao gồm hơn 1.100 tiếp viên hàng không (quốc tịch Kazakhstan); hầu hết trong số họ là phụ nữ. Quản lý của nó là sự kết hợp của Kazakhstan và quốc tịch nước ngoài.

## Lượng hành khách
Số lượng hành khách vận chuyển:
- 2006 - 1,5 triệu
- 2007 - 2,1 triệu
- 2008 - 2,3 triệu
- 2009 - 2,2 triệu
- 2010 - 2,6 triệu
- 2011 - 3 triệu
- 2012 - 3,3 triệu
- 2013 - 3,7 triệu
- 2014 - 3,8 triệu
- 2015 - 3,9 triệu
- 2016 - 3,7 triệu
- 2017 - 4.2 triệu

## Giải thưởng
- Skytrax 4 sao Airline, 2010 đến nay.
- Skytrax World Airline Awards, Hãng hàng không tốt nhất Trung Á và Ấn Độ, 2012, 2013, 2014, 2015, 2016, 2017, 2018, 2019.
- Skytrax World Airline Awards, Dịch vụ nhân viên tốt nhất Trung Á và Ấn Độ, 2013, 2014, 2015, 2016, 2017.
- Giải thưởng Công nghiệp Hàng không Thế giới, Giải thưởng Lãnh đạo Thị trường Toàn cầu, 2015.
- Danh sách danh dự năm mới của Vương quốc Anh năm 2015, Peter Foster được bổ nhiệm làm Cán bộ của Huân chương Anh (OBE) cho các dịch vụ cho hàng không Anh tại Kazakhstan.
- Giải thưởng Sự lựa chọn của du khách Tripadvisor 2018, Hãng hàng không khu vực tốt nhất. [1] [2]
- Xếp hạng hàng không năm sao trong hạng mục Hãng hàng không khu vực lớn tại APEX Awards 2018 [3]